# Katy Lied
| Recensione              | Giudizio            |
| ----------------------- | ------------------- |
| AllMusic                | [ 5 ]               |
| Robert Christgau        | A-                  |
| Sputnikmusic            | 4.0 (Excellent)     |
| Piero Scaruffi          | [ 8 ]               |
| Ondarock                | (Disco consigliato) |
| Dizionario del Pop-Rock | [ 10 ]              |
| 24.000 dischi           | [ 11 ]              |

Katy Lied è il quarto album discografico in studio del gruppo musicale statunitense degli Steely Dan, pubblicato dalla casa discografica ABC Records nel marzo del 1975.
Il gruppo, ridotto ormai ai soli Walter Becker e Donald Fagen, registra l'album utilizzando (alcuni già presenti anche nei precedenti LP) validi sessionmen.

## Tracce
Tutti i brani sono stati composti da Walter Becker e Donald Fagen.
Lato A
1. Black Friday – 3:33
2. Bad Sneakers – 3:16
3. Rose Darling – 2:59
4. Daddy Don't Live in That New York City No More – 3:12
5. Doctor Wu – 3:59

Lato B
1. Everyone's Gone to the Movies – 3:41
2. Your Gold Teeth II – 4:12
3. Chain Lightning – 2:57
4. Any World (That I'm Welcome To) – 3:56
5. Throw Back the Little Ones – 3:11

## Formazione
- Donald Fagen - voce solista, pianoforte, tastiere
- Walter Becker - chitarra, basso elettrico

Musicisti aggiunti
- Denny Dias - chitarra
- Rick Derringer - chitarra
- Dean Parks - chitarra
- Elliot Randall - chitarra
- Hugh McCracken - chitarra
- Larry Carlton - chitarra
- Michael Omartian - tastiere
- David Paich - tastiere
- Chuck Rainey - basso elettrico
- Wilton Felder - basso elettrico
- Jeff Porcaro - batteria (eccetto brano: Any World (That I'm Welcome To)), dorophone
- Hal Blaine - batteria (solo nel brano: Any World (That I'm Welcome To))
- Victor Feldman - percussioni, vibrafono
- Phil Woods - sassofono alto (brano: Doctor Wu)
- Strumenti a fiato nel brano: Throw Back the Little Ones, arrangiati da Jimmie Haskell
- Mike McDonald - accompagnamento vocale, cori
- Sherlie Matthews - accompagnamento vocale, cori (brano: Everyone's Gone to the Movies)
- Carolyn Willis - accompagnamento vocale, cori (brano: Everyone's Gone to the Movies)
- Myrna Matthews - accompagnamento vocale, cori (brano: Everyone's Gone to the Movies)

Note aggiuntive
- Gary Katz - produttore
- Registrazioni effettuate al ABC Recording Studios Inc. di Los Angeles, California
- Roger The Immortal Nichols - ingegnere delle registrazioni
- Stuart Dinky Dawson - consulente del suono
- Bob DeAvila - real time analysis
- Dorothy White - fotografia copertina
- Roger Nichols e Walter Becker - fotografie retrocopertina album[14]

## Classifica
LP
| Anno | Classifica Album | Posizione raggiunta |
| ---- | ---------------- | ------------------- |
| 1975 | Billboard 200    | 13                  |

Singoli
| Anno | Titolo del brano | Classifica        | Posizione raggiunta |
| ---- | ---------------- | ----------------- | ------------------- |
| 1975 | Black Friday     | Billboard Hot 100 | 37                  |
| 1975 | Bad Sneakers     | Billboard Hot 100 | 103                 |